# Theloderma baibengense
Espèce
Synonymes
- Aquixalus baibengensis Jiang, Fei & Huang, 2009

Theloderma baibengense est une espèce d'amphibiens de la famille des Rhacophoridae.

## Répartition
Cette espèce est endémique du Tibet en Chine. Elle n'est connue que de sa localité type, Beibung, dans le xian de Mêdog. Sa présence est incertaine dans la zone limitrophe dans l'État d'Arunachal Pradesh en Inde.

## Étymologie
Son nom d'espèce, composé de baibeng et du suffixe latin -ensis, « qui vit dans, qui habite », lui a été donné en référence au lieu de sa découverte, Beibung.

## Publication originale
- Fei, Hu, Ye & Huang, 2009 : Fauna Sinica. Amphibia. vol. 2, Anura, Chinese Academy of Science.